# DOSEMU
DOSEMU — ПО для создания слоя совместимости для запуска MS-DOS систем и их клонов таких как FreeDOS, а также DOS совместимого ПО под GNU/Linux на компьютерах x86 архитектуры (IBM PC-совместимые компьютеры).

## Принцип работы
DOSEMU использует комбинацию возможностей виртуализации компьютерного железа и стратегической эмуляции. Именно таким образом удалось достичь почти родной скорости 8086 в DOS-совместимых операционных системах и приложений на x86 совместимых процессорах, это действует также для DPMI приложений на x86 совместимых процессорах, x86-64 процессоры также поддерживаются (виртуальный режим 8086 не доступен в x86-64 режиме, но DOSEMU включает в себя эмулятор процессора 8086 для использования с приложениями реального режима).
В настоящее время DOSEMU доступен только для x86 систем, работающих под ОС Linux.
В Debian Linux пакет dosemu находится в репозитории contrib, так как его использование требует FreeDOS, который собирается проприетарными компиляторами.  
DOSEMU доступен для платформы i486 в стабильных версиях дистрибутива, и для i486 и amd64 в нестабильных.